# Ivy Farm (Knockholt)

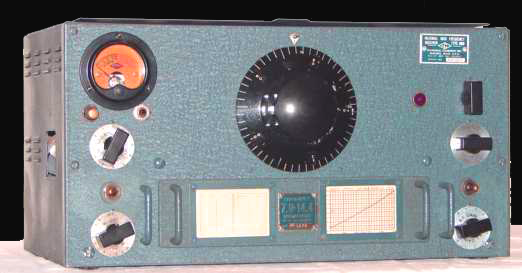
Der HRO der National Radio Company war der meistverwendete Funkempfänger in den britischen Y stations

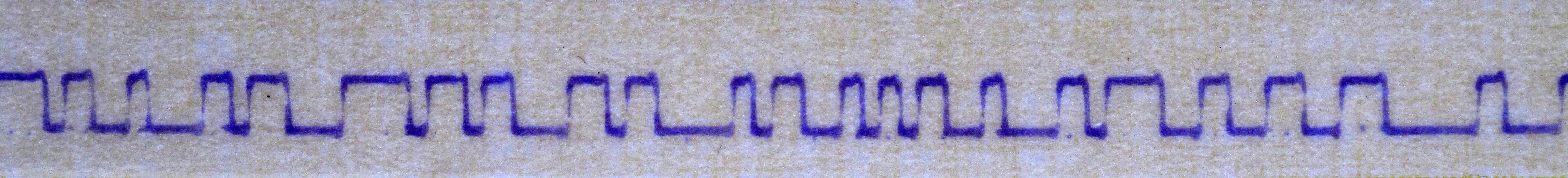
Ein typisches Undulator tape (ca. 12 mm breit und viele Meter lang), wie es benutzt wurde, um den deutschen Funkfernschreibverkehr aufzuzeichnen

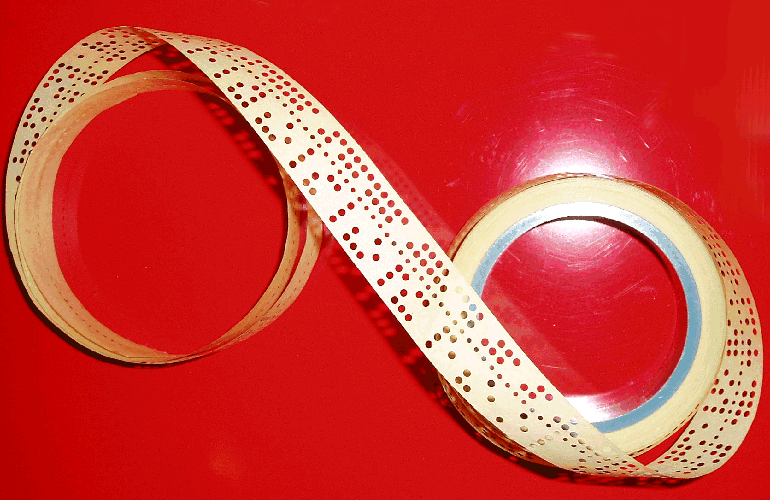
Lochstreifen für 5 Bit, auf den die abgefangenen Geheimtexte übertragen wurden

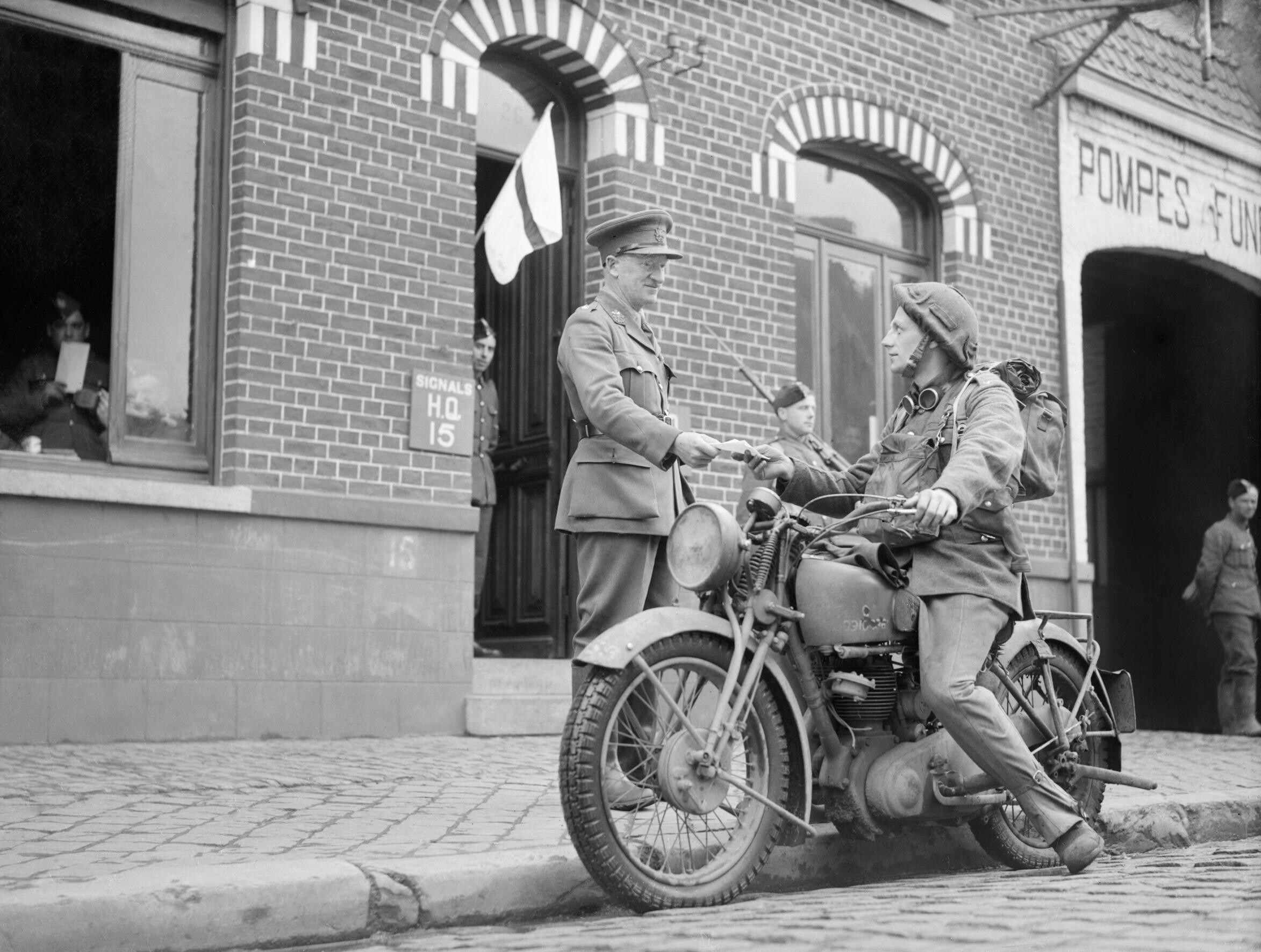
Britische Kradmelder brachten Undulator-Streifen und Lochstreifen von Knockholt nach Bletchley

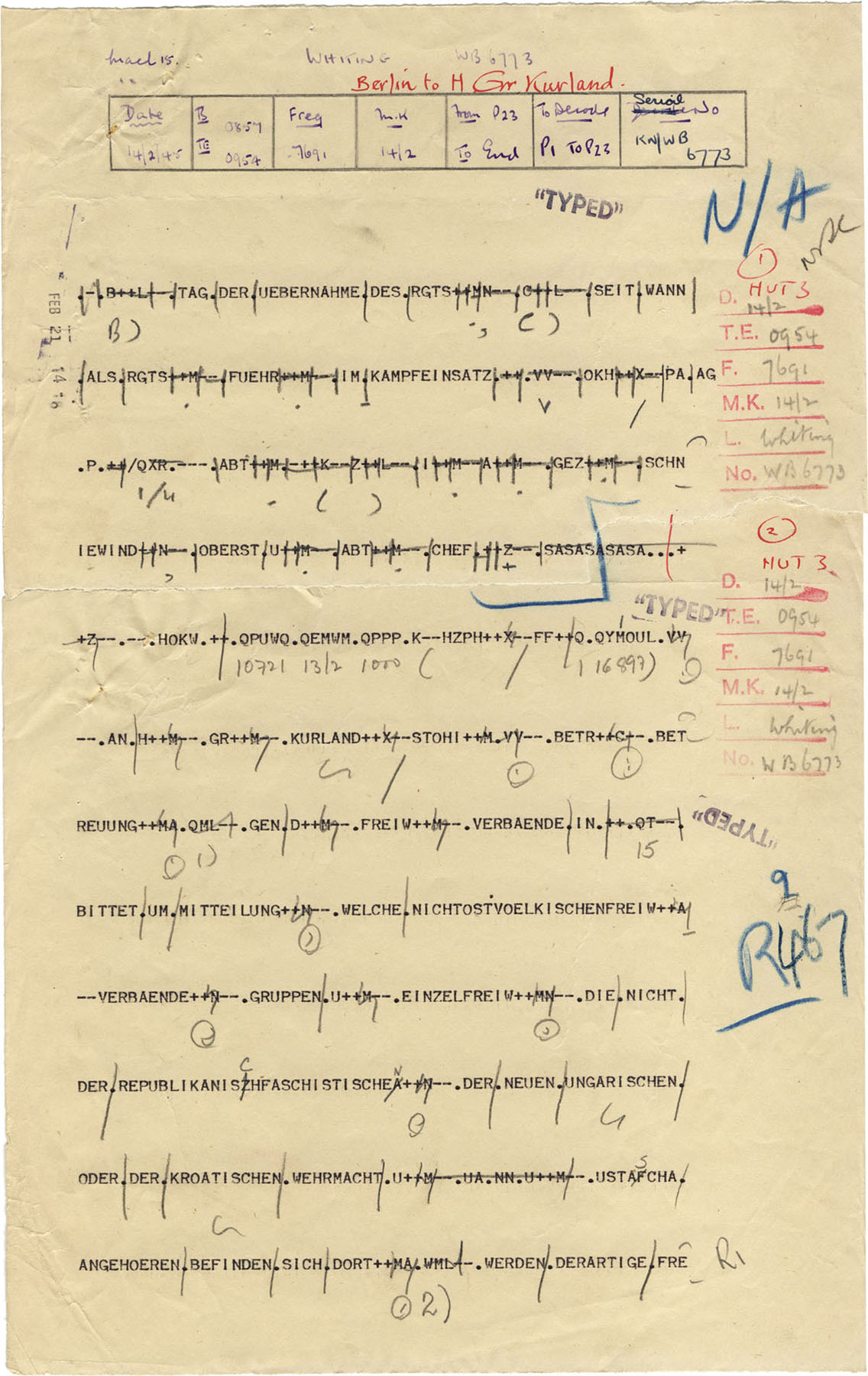
Ein von Berlin an die Heeresgruppe Kurland am 14. Februar 1945 mithilfe der Lorenz-Schlüsselmaschine verschlüsselt gesendetes Funkfernschreiben, das in B.P. als Tunny-Nachricht entziffert wurde.

Ivy Farm (deutsch wörtlich: „Efeu-Bauernhof“) ist ein Gehöft in der englischen Gemeinde Knockholt rund 25 km südöstlich des Londoner Stadtzentrums. Es liegt im Ortsteil The Pound unweit des Pubs The Three Horseshoes („Die drei Hufeisen“) an der Knockholter Main Road (Hauptstraße).
Die Ivy Farm hatte eine ganz besondere Bedeutung während des Zweiten Weltkriegs. Hier befand sich nämlich eine wichtige Funkabhörstelle (Y station) der britischen Government Code and Cypher School (G.C.& C.S.) (deutsch etwa „Staatliche Code- und Chiffrenschule“), genannt Government Communications Wireless Station (G.C.W.S.). Sie war spezialisiert auf den verschlüsselten geheimen deutschen Funkfernschreibverkehr, dem die Briten den Decknamen Fish gegeben hatten. Die Ivy Farm war somit eine Außenstation von Bletchley Park (B.P.). Hier wurden die Funkfernschreibsprüche der deutschen Wehrmacht empfangen und mithilfe von Undulator tapes (Bild) aufgezeichnet und anschließend auf Lochstreifen transkribiert. Hierbei wurden drei wichtige Arbeitsschritte unterschieden, nämlich Interception (das funktechnische Abfangen und Aufzeichnen), Slip reading (das Ablesen der Undulator-Streifen) und Reperforation (das Stanzen der Lochstreifen).
Die G.C.W.S. in Knockholt nahm ihre Arbeit im Juni 1942 auf, nachdem die Ivy Farm im Vormonat requiriert worden war. Außer dem Farmgebäude selbst standen etwa 650.000 m² Land (160 acres) für Antennenanlagen und Baracken zur Verfügung. Chef war Harold Charles Kenworthy (1892–1987), dem außer der G.C.W.S. Knockholt auch ein angegliedertes Laboratorium mit Werkstatt unterstand, genannt das Foreign Office Research and Development Establishment (F.O.R.D.E.). Die Mitarbeiterzahl stieg schnell von nur sechs Personen im Juni 1942 über 120 ein Jahr später und 600 im Juni 1944 auf schließlich 815 zum Kriegsende in Europa.
Die hauptsächlich mithilfe von Kurzwellenempfängern der Marken National HRO und AR-88 (siehe auch: Weblinks) aufgefangenen Geheimtexte gingen über zwei unterschiedliche Wege zur Station X nach Bletchley. Zum einen wurde sie mithilfe eines britischen Fernschreibers parallel über zwei unterschiedliche Leitungen des britischen GPO-Netzes (General Post Office) von Knockholt nach Bletchley gesandt und dort durch zwei unterschiedliche Fernschreiber empfangen. Nach Prüfung auf Identität wurden sie nur verwendet, falls sie gleich waren oder höchstens fünf Fehler enthielten, ansonsten musste die Übersendung wiederholt werden. Zum anderen wurden die Original-Lochstreifen und die Undulator-Streifen per Dispatch rider (Kraftradmelder) über die etwas mehr als 100 km lange Strecke nach Bletchley gefahren.
Dort gelang den britischen Codebreakers die erfolgreiche Entzifferung und nachrichtendienstliche Auswertung. Es wurden bis zu 400.000 Buchstaben Klartext pro Tag ermittelt. Die deutschen Geheimfernschreiben enthielten nicht selten kriegswichtige strategische Informationen, die die Briten unter dem Decknamen Ultra zusammenfassten und für ihre eigenen Planungen nutzten.